# Lorsch
Lorsch je mesto v okrožju Bergstrasse v Hessnu, Nemčija, 60 km južno od Frankfurta. Lorsch je dobro znan po samostanu Lorsch, ki je bil imenovan na seznam svetovne dediščine. Leta 1991 je mesto gostilo državni festival 31. Hessentag.

## Geografija
Lorsch, ki je opisan kot "Vhod na Bergstraße", se dejansko nahaja približno 5 km zahodno od Bergstraße (gorske ceste) v Porenju, zahodno od Odenwalda, med Darmstadtom na severu in Mannheimom na jugu. Mesto leži nedaleč od nižin Weschnitz. Na jugovzhodu mesta leži zaščiteno območje Weschnitzinsel.

## Zgodovina

### Od začetkov do 18. stoletja
Območje v dolini Rena je bilo naseljeno že v neolitiku, kar je razvidno iz arheoloških najdb. Prvi znani po imenu so bili Kelti okoli leta 40. Rimljani so z vojaško okupacijo zasedli območje Porenja. Okoli leta 260 so Alemani premagali rimski limes in Rimljane potisnili nazaj čez Ren in se naselili na zasedenem območju. Med izkopavanji v samostanu Lorsch so našli rimske in druge arhitekturne ostaline, ki nimajo točnega datuma. V letu 500 so Alemane izpodrinil Franki, kot je razvidno iz serije frankovskih grobov pri Biblisu, Wattenheimu in Kleine Rohrheimu.

### Čas delovanja samostana
Samostan Lorsch je bil ustanovljen leta 764, ustanovil ga je frankovski grof Cancor in njegova mati Williswinda. Samostan je bil eden izmed največjih centrov karolinške umetnosti. Več karolinških kraljev je bilo v njem pokopanih. Samostan je bil naseljen z benediktinci iz samostana Gorze blizu Metza. V listini iz leta 885, je samostan omenjen kot Lauressam, iz katerega se je v teku časa razvilo sedanje ime mesta. V zgodnjem in visokem srednjem veku je bil samostan močan cesarski samostan, s kmetijskimi gospodarstvi v bližnjem Odenwaldu, na Bergstraße in v Rhenish Hesse, pa tudi v Alzaciji in Loreni.
V državljanski vojni, ki je bila posledica Investiturnega boja v 11. stoletju, je samostan utrpel velike izgube v gospodarstvih plemstva.
V poznem 12. stoletju, poročajo stare listine, je bil poskus, da bi reorganizirali upravo (Lorsch codex). Kljub temu, je bil leta 1232 Lorsch oddan nadškofiji v Mainzu in novo naseljen s Premonstratenci.

## Znamenitosti
Med ustanove vredne omembne sodijo:
- Glasbeno gledališče Rex
- Kleinkunstbühne Sapperlot (Kabaret)
- Museumszentrum Lorsch (Muzejski center Lorsch) z oddelki meniške zgodovine in folklore in tobačnim muzejem.

- Samostan Lorsch s Königshalle
- Benediktinski zeliščni vrt v samostanu Lorsch
- Mestna hiša (zgrajena med 1714 in 1715)
- Lorška najstarejša hiša - Predalčna lesena gradnja, Stiftstraße 19
- Najstarejša gostilna Weißes Kreuz
- Most Wattenheimer

### Pobratena mesta
- Le Coteau, Loare, Francija od 1988
- Zwevegem, Zahodna Flandrija, Belgija od 1973
- Thal, Ruhla, Turingija od 1990
- Šternberk, regija Olomouc, Češka.

To se je zgodilo v okviru dogovora o sponzorstvu za tiste etnične Nemce, ki izhajajo iz občin Jívová (prej Giebau), Pohorsch, Weska in Hraničné Petrovice (Petersdorf bei Giebau), in so se nato naselili v Lorschu.

## Častni meščani
- Friedrich Wilhelm Freiherr von Dornberg (5. julij 1781 v Mansfeldu -  21. januar 1877 v Darmstadtu), gospodar gozda, počaščen 1844.
- Heinrich Johannes Heinstadt (19. avgust 1872 v Oppershofen - 8. april 1956), duhovnik, počaščen 1946.
- Friedrich Behn (14 februar 1883 v Neustrelitz - 20. avgust 1970 v Mainzu), arheolog, počaščen 1965.
- Albert Ohlmeyer (31. oktober 1905 v Münstru, Vestfalija - 5 december 1998), opat, počaščen 1965.
- Karl Minst (26. april 1898 v Triesen, Lihtenštajn - 10. junij 1984), administrator samostana, počaščen 1972.
- Dr. Ekkehard Lommel (14. december 1913 v Weilburg - 1. oktober 2006), okrožni administrator, počaščen 25. januar 2001.
- Paul Schnitzer (5. november, 1934 v Lorschu - 21. september 1995), zaslužni profesor, počaščen posthumno 25. januar 2001